# Sucre (Portuguesa)
Pour les articles homonymes, voir Sucre (homonymie).
Sucre est l'une des quatorze municipalités de l'État de Portuguesa au Venezuela. Son chef-lieu est Biscucuy. En 2011, la population s'élève à 41 037 habitants.

## Géographie

### Subdivisions
La municipalité possède cinq paroisses civiles et une parroquia capital, traduite ici par « capitale » (en italiques et suivie d'une astérisque) avec, chacune à sa tête, une capitale (entre parenthèses) :
- Capitale Sucre * (Biscucuy) ;
- Concepción (La Concepción) ;
- San José de Saguaz (San José de Saguaz) ;
- San Rafael de Palo Alzado (San Rafael de Palo Alzado) ;
- Uvencio Antonio Velásquez (Las Cruces) ;
- Villa Rosa (Villa Rosa).